# Guilherme Mariante
Guilherme Mariante (? — ?) foi um político brasileiro.
Foi eleito deputado estadual, pelo PTB, para a 37ª Legislatura da Assembleia Legislativa do Rio Grande do Sul, de 1947 a 1951.